# King and Balloon
King and Balloon (キング&バルーン) est un shoot 'em up sorti en 1980 sur borne d'arcade. Le jeu a été développé et édité par Namco. Il fonctionne sur le système Namco Galaxian doté d'un processeur Z80 supplémentaire.

## Système de jeu
Le joueur contrôle deux soldats verts armés d'un canon orange qui doivent tirer sur une escouade de ballons descendant peu à peu vers le sol. Le but du jeu est de protéger le roi afin qu'il ne soit pas capturé et emmené par l'un des ballons. Contrairement à la plupart des jeux du genre, le canon peut être détruit autant de fois que l'on veut, le principal étant de protéger le roi. Le jeu se termine lorsque le roi se fait enlever trois fois.

## Portages
King and Balloon a été porté sur MSX. Il est ensuite apparu dans la compilation Namco Museum Encore sortie sur PlayStation uniquement au Japon. Il fait aussi partie de la compilation Namco Museum Battle Collection sortie sur PlayStation Portable.